# Fuerte Santísima Trinidad
Santísima Trinidad era una fortaleza en el Reino de Chile que existió en la costa norte del Río Biobío en lo que hoy es la Provincia de Biobío. 
Fue construido al otro lado del río, enfrente del fuerte Espíritu Santo, por el Gobernador de Chile don Alonso de Sotomayor en 1585. Fue abandonado por el mismo gobernador en 1591 y, finalmente, destruido por los indios en el gran levantamiento mapuche que siguió a la Batalla de Curalaba y la muerte del gobernador Martín García Óñez de Loyola. Se construyó de nuevo en 1603 por el gobernador Alonso de Ribera en un intento de contener a los mapuches al sur del Bio bio, principalmente dentro de la estrategia conocida después como Guerra defensiva. Aunque desapareció años después, logró el objetivo estratégico a largo plazo creando una frontera sicológica entre el mundo español e indígena durante la Guerra de Arauco. 